# Carl Wilhelm Öberg
Carl Wilhelm Öberg, född 29 januari 1856 i Hysta, Stora Skedvi socken, Dalarna, död där 8 maj 1933, var en svensk sjöman. Han gick till sjöss i unga år och levde under 25 år i Söderhavet (Stilla havet), på Nya Guinea och öarna runt omkring, men återvände hem emellanåt och hade då med sig exotiska föremål som han bytt till sig under sina resor.

## Biografi
Carl Wilhelm Öberg föddes på gården Erik Ers i byn Hysta i Stora Skedvi socken. Han var son till Johan Jansson (1831-1896) och Anna Jansdotter (1828-1897). Han var den äldste i en syskonskara på sju. I unga år var hans vardag fylld av allehanda sysslor. Han plockade ris och kvistar, bröt stubbar, fiskade, gick ärenden och vallade kor. Han följde med sin far till storskogen för att vakta milor. På söndagarna gick han i kyrkan.
När han var 16 år fick han arbete vid Korsnäs sågverk vid sjön Runn, mellan Falun och Borlänge. Han var en av tre sjömän på ångaren "Baggen" som gick på sjön Runn med pråmar som lastade malm.
Tre år senare tog han tåget till Gävle, där han så småningom mönstrade på det åländska segelfartyget "Antolina av Lemland" med last av trä till Grimsby i England. En annan resa gick med barken "Skandia" via England till Pernambuco i Brasilien. På återresan, med last av socker mot Liverpool, dog tre besättningsmän i gula febern. Öberg tog sig hem med briggen "Augusta" med destination Sundsvall, sommaren 1878. Hösten samma år mönstrade han på den norska barken "Life", liggande i Gävle, lastad med trä till Dieppe i Frankrike.
Efter ytterligare ett antal resor till bl.a. New York, Madeira och Baltimore kom han tillbaka till Sverige midsommaren 1881. Sedan följde ett antal längre resor till bl.a. Marseille, Port Natal (Durban) i Sydafrika, Aden vid Röda havet, Ceylon (Sri Lanka), Indien, Burma (Myanmar), Australien, Los Angeles och Brittiska Nya Guinea. Så småningom gick färden mot Söderhavet. Han upplevde bl.a. Kap St. Georges gröna korallmur och Nya Britanniens eldsprutande berg. 1902 var Öberg stationerad på Nya Mecklenburg (Nya Irland), med överinseende över 3 båtar och ca 20 mans besättning.
Öberg var musikalisk och spelade klarinett för urfolken på söderhavsöarna. Han såg även till att lära sig språket, för att kunna köpslå med invånarna. På öarna utanför Nya Guyana levde flera stammar med kannibaler som låg i strid med varandra. Detta utnyttjade Öberg och blev en framgångsrik handelsman som genom att köpslå med de olika stammarna bytte till sig inhemska varor i utbyte mot pengar, tobak och sprit. Som mest hade han tre fartyg, med kompletta besättningar, i sin ägo. Vid ett besök på ögruppen Tasmanatollen 1906 lärde han känna den amerikanske författaren Jack London (1876-1916), som också vistades mycket till sjöss i Söderhavet. Men efter första världskriget började affärerna gå sämre för Öberg. Tyskland, som hade många kolonier i Söderhavet och som Öberg gjorde mycket affärer med, förlorade kriget och drog sig tillbaka från området.

Carl Wilhelm Öbergs stuga i Hysta.

Träfigur från Papua Nya Guinea, insamlad av Carl Wilhelm Öberg, ur Världskulturmuseets samlingar.

1920 lämnade han sjömanslivet för gott och bosatte sig hemma i Hysta. I sin lilla stuga hade han föremål han samlat på sig under sina resor, bl.a. dansmasker, avgudabilder, fjäderskrudar, höftskynken, spjut och kamferkistor. På vinden låg en totempåle som sträckte sig från ena gaveln till den andra. 1931 skänkte han en samling unika Söderhavs-föremål, bl.a. dansmasker, stridstrummor och pilbågar med förgiftade pilar, till Stora Skedvi Hembygdsgård. Ovan nämnda totempåle ingår även den i samlingen, som idag förvaras i "Söderhavsrummet" på hembygdsgården.
Även på Världskulturmuseet i Göteborg finns en samling etnografiska föremål insamlade av Öberg, huvudsakligen från Nya Mecklenburg, Bismarckarkipelagen och Melanesien, skänkta 1932 av doktorinnan Hildur Palmquist (1869-1940) i Tierp.
Öberg var mycket kyrksam under hela sitt liv och skrev även poesi. Redan som ung upptäckte han att det fanns något bortom stjärnorna som var värt att söka.

Hvad är det för lockande stämma som ljuder

från främmande kuster ibland.

Hvad är det för oro i hågen som bjuder

mig lemna mitt fädernesland.

...

Mitt fosterlands kullar och dalar och stränder

jag älskar av hela min själ.

Men bort öfver hafvet mot främmande länder,

jag lockas och drages likväl.

...

(Ur en dikt av Carl Wilhelm Öberg, skriven på Nusa, Nya Irland, 1902)

Hembygdsforskaren Berndt Hage (1887-1937) ägnade stort intresse åt Öbergs liv och äventyr och skrev bl.a. en skildring om honom som i slutet av 1920-talet gick som följetong i veckotidningen Allt för Alla. Kortfilmen "Havets ögon" från 2001 med bl.a. Sven Wollter (1934-2020), som baseras på Öberg dagbok, handlar om hans ensamhet och längtan men också om de vita kolonisatörernas intriger och behandling av papuanerna.
Öberg blev 77 år gammal och vilar på kyrkogården i Stora Skedvi. På gravstenen, som restes av hembygdsföreningen, finns en inristad fullriggare tillsammans med Öbergs namnteckning och texten: "Mer än äventyren älskade han sin hembygd". Sina ägodelar testamenterade han till Stora Skedvi hembygdsförening. 1981 tog kulturnämnden i Säters kommun fram en kulturskrift om Öberg och hans liv till sjöss, "Söderhavsfararen Carl Wilhelm Öberg".